# 李如青
李如青（1962年—），兒童繪本作家，金門縣人，1987年到臺灣，曾任華婉兒童圖書館的繪本講師。

## 作品
- 《拐杖狗》
- 《那魯》
- 《勇12：戰鴿的故事》
- 《雄獅堡最後的衛兵》
- 《紋山》
- 《旗魚王》
- 《不能靠近的天堂》
- 《因為我愛妳》
- 《小旗手》
- 《追風者》
- 《禁區》
- 《牆》
- 《不能靠近的天堂：遇見無國界的自由之翼》，聯經，李如青
- 《鄭和下西洋的秘密》[5]

## 得獎
- 2008金鼎獎兒童及少年圖書類最佳圖畫書獎，2008好書大家讀好書中的好書，新聞局第三十次推介中小學生優良課外讀物《那魯》
- 2009年度台北市立圖書館「好書大家讀」圖畫書及幼兒讀物組的最佳少年兒童讀物獎，2010一市一書基隆市票選第二-《勇12：戰鴿的故事》
- 2010年度台北市立圖書館「好書大家讀」圖畫書及幼兒讀物組的最佳少年兒童讀物獎《雄獅堡 最後的衛兵》
- 2011年度台北市立圖書館「好書大家讀」圖畫書及幼兒讀物組的最佳少年兒童讀物獎，2012金鼎獎圖畫書類獎《紋山》
- 2012入圍第二屆豐子愷兒童圖畫書獎《雄獅堡 最後的衛兵》
- 2012年度台北市立圖書館「好書大家讀」圖畫書及幼兒讀物組的最佳少年兒童讀物獎《旗魚王》
- 2012年度「好書大家讀」年度優秀繪圖者《不能靠近的天堂》
- 2012年度台北市立圖書館「好書大家讀」圖畫書及幼兒讀物組的最佳少年兒童讀物獎《不能靠近的天堂》。
- 2013入圍第三屆豐子愷兒童圖畫書獎《不能靠近的天堂》
- 2013獲環保署第一屆小綠芽優等獎《旗魚王》
- 2015入圍豐子愷兒童圖畫書獎-《拐杖狗》
- 2015入圍豐子愷兒童圖畫書獎-《小旗手》
- 2015台北市立圖書館「好書大家讀」圖畫書及幼兒讀物組的最佳少年兒童讀物獎，
- 2015獲得金鼎獎兒童及少年圖書獎、圖書插畫獎-《拐杖狗》。

## 經歷
- 2018年11月23日李如青到中華人民共和國宿遷舉辦閱讀講座[6]。
- 2018年臺中市政府文化局邀請方梓、方耀乾、王金選、平路、石德華、向陽、宇文正、吳晟、李如青、李勤岸、曹俊彥、陳幸蕙、陳憲仁、陳雨航、曾貴海、楊翠、楊錦郁、劉克襄、蔡素芬、蕭蕭、鍾永豐、鍾怡雯等國內作家、詩人組成本屆評審團[7]。

## 相關
- 淡江大學楊道揆訪問王金選、方素珍、李如青、胡其瑞、林秀穗、廖健宏、陳素燕、黃麟傑和蔡秀敏等一共九位現任臺灣繪本作家，寫成畢業論文[8]。